# 梅澤志洋
梅澤 志洋（うめざわ ゆきひろ、1962年1月22日 - ）は、日本の政治家。群馬県片品村長を務める（2期）。

## 人物
1962年1月22日、群馬県利根郡片品村土出の出身。群馬県立前橋商業高等学校を卒業。国士舘大学政経学部経営学科を卒業。2011年4月24日、片品村議会議員に初当選。2015年4月26日、片品村議会議員に再選。2017年10月22日、片品村長に初当選。
※当日有権者数：3,989人 最終投票率：87.09%（前回比：-3.14pts）
| 候補者名 | 年齢 | 所属党派 | 新旧別 | 得票数  | 得票率 | 推薦・支持 |
| -------- | ---- | -------- | ------ | ------- | ------ | ---------- |
| 梅澤志洋 | 55   | 無所属   | 新     | 1,810票 | 52.6%  |            |
| 星野千里 | 67   | 無所属   | 新     | 1,332票 | 38.7%  |            |
| 戸丸忠道 | 29   | 無所属   | 新     | 299票   | 8.7%   |            |

2018年7月21日、道の駅尾瀬かたしな開業。10月16日、関越交通路線バスとヤマト運輸が連携し、群馬県初の貨客混載を開始。
2019年1月4日、台湾・埔心郷と観光誘客狙い協定を結ぶ。2月26日、Alipay、WeChatPay導入に係る連携事業（東和銀行・片品村観光協会）の実施。2021年10月19日、無投票再選。